# Josef Klemens Witwer

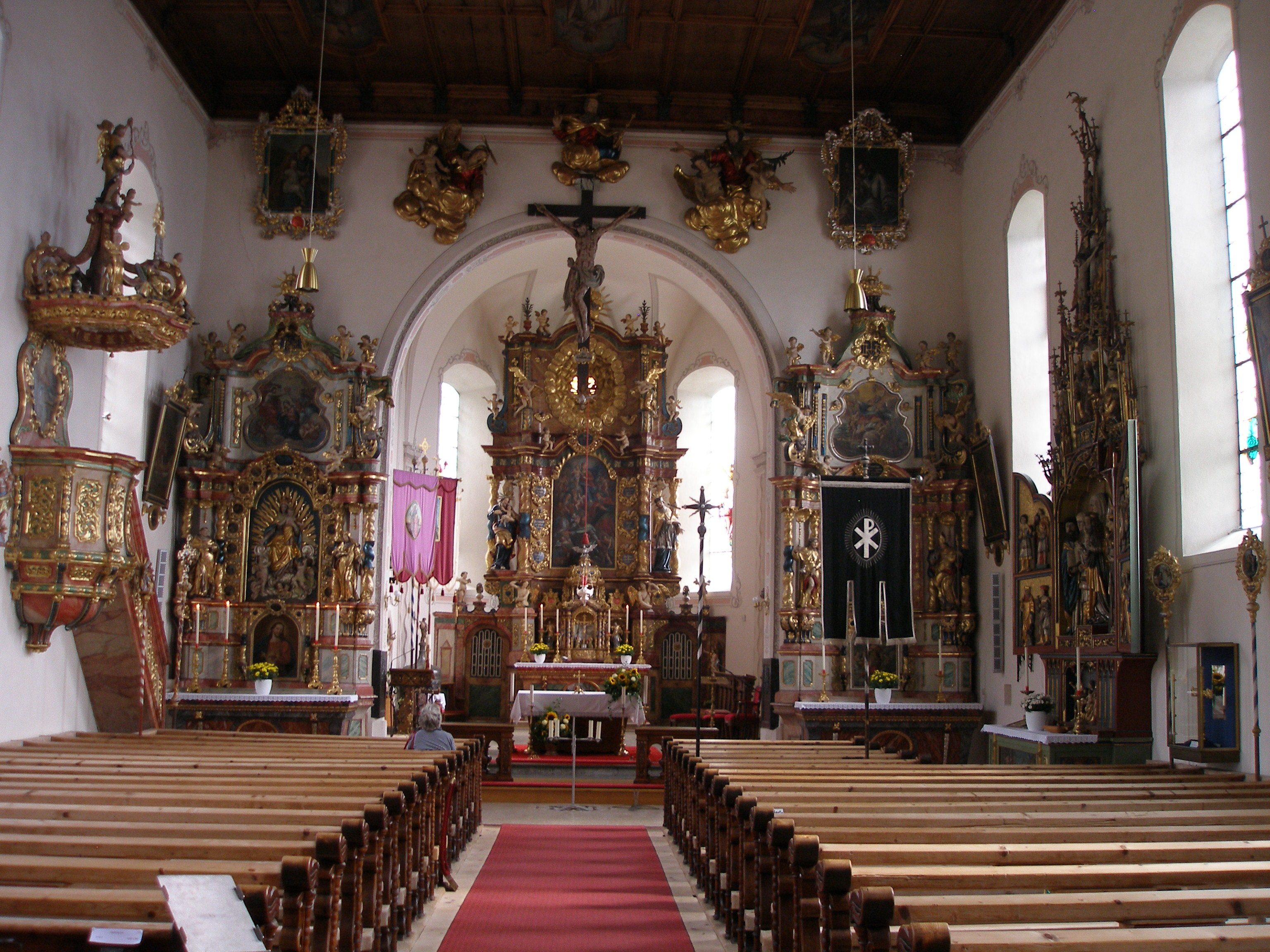
Pfarrkirche Bartholomäberg, Kruzifix am Chorbogen am Übergang vom weltlichen Langhaus zum göttlichen Chor des Auferstandenen hängend

Josef Klemens Witwer (* 23. November 1760 in Imst; † 28. Oktober 1808 in Imst) war ein österreichischer Bildhauer der Künstlerfamilie Witwer.

## Werke
- 1774: Skulpturen am Hochaltar und 1775 Figuren am linken Seitenaltar aus der Werkstatt Witwer in der Pfarrkirche Braz[1]
- 1777: Skulpturen (Peter und Paul) am Hochaltar der Pfarrkirche Ludesch[1]
- um 1780: Engel in der Dreifaltigkeitskapelle im Josefsheim in Gaissau[1]
- um 1780/1790: Altar mit Skulpturen in der Kapelle hl. Martin in Wengle-Bichlbach in Bichlbach[2]
- um 1780: 2 Gebälksengel am Altar der Filialkirche Martinau[2]
- 1780: Skulpturen in der Kapelle hl. Johannes Nepomuk in Tarrenz-Obtarrenz[2]
- um 1787: Altarausstattung (3 Altäre mit Skulpturen) in der Kapelle in Kappl-Ulmich
- 1787: Hochaltar und Kanzel mit Skulpturen. Taufstein aus Holz mit Skulpturengruppe „Taufe Christi“. Beichtstuhlaufsatzbüsten Magdalena und Hieronymus in Steeg-Hägerau Expositurkirche Hägerau[2]
- um 1790: Kniende Engel seitlich des Tabernakels in der Wallfahrtskirche Bildstein[1]
- um 1790: Kruzifix über dem Chorbogen in der Pfarrkirche Bartholomäberg[1]
- um 1790: Kruzifix an der Pension Sonnblick in Dalaas[1]
- um 1790: Zwei kniende Engel am Hochaltar der Kuratienkirche Partenen[1]
- um 1790: Kruzifix in der Neuen Pfarrkirche Lech[1]
- um 1790: Zwei kniende Engel und zwei Putten am Hochaltar der Expositurkirche Lech-Zug[1]
- um 1790: Figur Maria mit Kind am Altar der Kapelle hl. Markus in Lech-Stubenbach[1]
- um 1790: Kruzifix in der Pfarrkirche Silbertal[1]
- um 1790: Ambo mit Relief Guter Hirte in der Pfarrkirche Übersaxen[1]
- um 1790: Kruzifixus an der rechten Langhauswand in der Expositurkirche Bach-Stockach[2]
- um 1790: Kruzifix im Widum von Elbigenalp Pfarrkirche Elbigenalp[2]
- um 1790: Figur Johannes der Täufer in der Kapelle hl. Josef in Holzgau-Dürnau[2]
- um 1790: Figuren Katharina und Margaretha (verschollen) ehem. in der Expositurkirche Kaisers[2]
- 1791: Evangelistensymbole und Posaunenengel auf dem Schalldeckel der Kanzel in der Pfarrkirche Bludesch[1]
- 1791: Ausstattung (Kanzel und 3 Altäre mit Skulpturen)in der Pfarrkirche Lech am Arlberg[1]
- 1792: 2 Skulpturen am rechten Seitenaltar und Kanzel mit Skulpturen in der Pfarrkirche Bach[2]
- 1792: Kruzifix an der Langhauswand und zwei Engel in der Kuratienkirche Innerberg[1]
- 1779: Tabernakel mit Standkreuz in der Pfarrkirche Bürserberg[1]
- 1793: Skulpturen am Hochaltar der Kuratienkirche Gurtis in Nenzing[1]
- Ende 18. Jahrhundert: Kruzifix in der Kapelle Guter Hirte im Landeskrankenhaus Valduna[1]
- Ende 18. Jahrhundert: Barockes Altärchen mit Skulpturen der Heiligen Familie in der Kapelle hl. Josef in Roppen-Obbruck[2]
- Putten und Posaunenengel am Orgelgehäuse in der Pfarrkirche Klösterle[1]
- Ehemalige Hochaltarfiguren Peter und Paul und Nikolaus und Luzius in der Pfarrkirche Nenzing[1]
- Skulpturen eines Seitenaltares in der Pfarrkirche Fendels[2]